# Melanophilharmostes puncticeps
Melanophilharmostes puncticeps är en skalbaggsart som beskrevs av Renaud Maurice Adrien Paulian 1946. Melanophilharmostes puncticeps ingår i släktet Melanophilharmostes och familjen Hybosoridae. Inga underarter finns listade i Catalogue of Life.